# Le Projet Zeta
Le Projet Zeta (The Zeta Project) est une série télévisée d'animation américaine en 26 épisodes de 22 minutes, créée par Robert Goodman et diffusée entre le 27 janvier 2001 et le 10 août 2002 dans le bloc de programmation Kids' WB.
En France, la série a été diffusée à partir du 20 janvier 2002 sur France 3 dans l'émission F3X, et au Québec à partir du 15 janvier 2005 à la Télévision de Radio-Canada dans La Grosse Minute.

## Synopsis
Créé par une agence paragouvernementale aux méthodes douteuses, Zeta est un androïde capable de se dissimuler sous n’importe quelle apparence humaine grâce à un dispositif holographique. Employé pour des missions dangereuses, voire comme machine à tuer, Zeta accepte de plus en plus mal les tâches qu’on lui confie. Un jour, il prend conscience de la cruauté des actes qu’on lui impose, se rebelle et devient un fugitif…
La prise de conscience de Zeta, inhabituelle pour un « synthoïde », est considérée par ses employeurs comme un dysfonctionnement que seul un formatage pourrait réparer. C’est ainsi qu’une poignée d’agents de la NSA, tous persuadés d’avoir affaire à un robot dangereux, pourchasse Zeta qui, grâce à son dispositif holographique, peut se cacher sous diverses apparences.
À la recherche de son créateur, seule personne capable de lui expliquer pourquoi il est doté d’une conscience, Zeta poursuit sa quête accompagné de Ro, une adolescente qui a fui son dernier foyer d’accueil pour retrouver sa famille biologique…

## Voix françaises
- Bruno Mullenaerts : Zeta, Zeta en homme noir
- Raphaëlle Bruneau : Rosalie « Ro » Rowen / voix additionelles
- Jean-Daniel Nicodème : Agent James Bennett
- Laurent Sao : Agent Orin West
- Alexandra Correa : Agent Marcia Lee
- Aurélien Ringelheim : Buck Buenaventura

## Épisodes

### Première saison (2001)
1. La Complice (The Accomplice)
2. Le Nom du constructeur (His Maker's Name)
3. Cœur de robot (Change Of Heart)
4. Le Disrupteur magnétique (Remote Control)
5. La Nouvelle Génération (The Next Gen)
6. Le Parfum des roses (Westbound)
7. Bledburg (Hicksburg)
8. Jeux d'ombres (Shadows)
9. Enlèvement en haute mer (Crime Waves)
10. La Gourmandise est un vilain défaut (Taffy Time)
11. Les Retrouvailles de Rosalie (Ro's Reunion)
12. Le Petit Génie (Kid Genius)
13. Zéro absolu (Absolute Zero)

### Deuxième saison (2002)
1. Effacement mémoire [1/2] (Wired [1/2])
2. Effacement mémoire [2/2] (Wired [2/2])
3. Le Mystérieux M. Boyle (Hunt in the Hub)
4. Le Pouvoir de Rosa (Ro's Gift)
5. Le Temps de vivre (Quality Time)
6. Une mission difficile (Resume Mission)
7. Perdu et retrouvé (Lost and Found)
8. La Une de l'info (On the Wire)
9. De la pression en cabine (Cabin Pressure)
10. Mauvais Holomorphe (The Wrong Morph)
11. L'Œil du cyclone (Eye of the Storm)
12. La Montée des eaux (The River Rising)
13. Le Secret du Docteur Selig (The Hologram Man)

## Crossoveravec la sérieBatman, la relève
Les épisodes dans lesquels Zeta apparaît sont des épisodes de Batman.
1. Zeta (Zeta) [33e épisode - S2E20]
2. Compte à rebours (Countdown) [51e épisode - S3E12]

## Produits dérivés

### CoffretsDVD
Un coffret DVD de la première saison est sorti en DVD zone 1 (en réalité all-zone) aux États-Unis en mars 2008. À noter que le dernier épisode de la saison ne figure pas dans ce coffret, qui comporte en revanche les deux épisodes spin-off réalisés avec la série Batman, la relève.
Le créateur de la série a par la suite indiqué que du fait des faibles ventes de la première saison, le projet d'un coffret de la deuxième saison était suspendu.